# Братський міст
Братський міст — найстаріший в Луцьку міст через рукав Стиру Глушець, який з'єднує острів, на якому виникло місто, із сушею. В різні часи носив назви: Глушецький, Базиліанський, Братський, Казимира Великого. В даний час частково відновлений у вигляді пам'ятника на однойменному майдані.
Нині Братський Міст знаходиться на стику шести вулиць: магістральних Ковельської, Богдана Хмельницького і Данила Галицького, проїзних Глушець та Братковського, а також нині пішохідної, а раніше центральної міської вулиці Лесі Українки.

## Історія

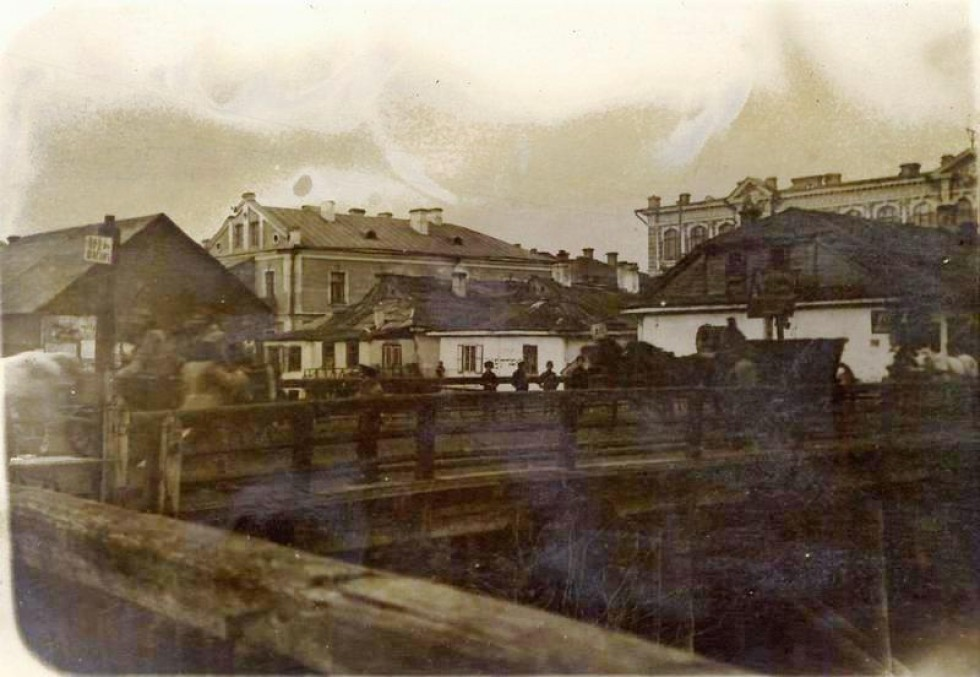
Дерев'яний Братський міст

У 1149 році острів, на якому був розташований тогочасний Луцьк, з'єднувався із сушею довгою греблею, яка була прокладена через болота, з мостом через рукав Глушець річки Стир. Цією греблею проходила єдина дорога, яка з'єднувала укріплення міста з околицями.
За княжої доби Глушецкій міст вважався стратегічним і був найдовшим на ті часи.
Глушецкій міст, який виводив зі Старого міста, довгий час був місцем прощання з Луцьком, з традиційним ритуалом кидання з мосту у воду якоїсь дрібної речі, «…для того, щоб пізніше сюди повернутися назад». Під час останнього розчищення русла річки в цьому місці було знайдено значну кількість керамічних трубок і монет.
На початку XVIII століття, коли розміщений поруч монастир Хресто-Воздвиженського братства перейшов під опіку монастирського ордену василіан, міст став називатися «Василіанським», або в польському звучанні «Базиліанським».
В кінці XVIII століття, коли Волинь увійшла до складу Російської імперії, міст стали називати «Братським».
Як писав польський письменник Юзеф Крашевський, з моста відкривався найкращий вид на Луцький замок (Замок Любарта).
Влітку 1812 року, Братський міст, як і інші мости і переправи міста були спалений наказом командувача 3-ї обсерваційної армії генерала А. П. Тормасова.
Судячи з планів міста 1837 1839 і 1844 років міст через Глушець мав довжину 13,9 сажня (29,7 м) і ширину 4,4 сажні (9,4 м).
У 1845 році міст постраждав в результаті розливу Стиру, і викликаного ним повені. Однак так як він був визнаний необхідним «для внутрішнього сполучення міських частин», витрати на його будівництво не могли бути покладені на Луцьке земство.

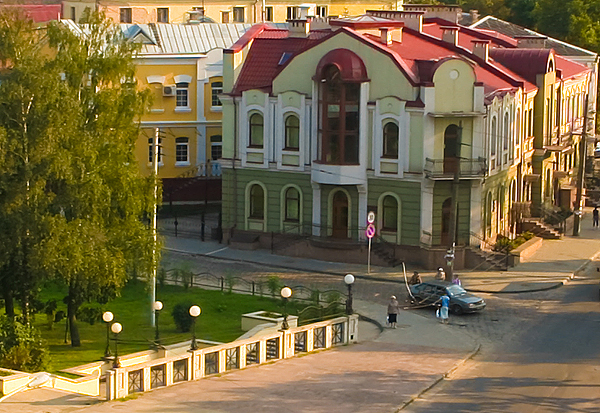
Фрагмент історичного Братського мосту

У 1924 році, на місці дерев'яного моста через Глушець був побудований залізобетонний, названий на честь польського короля Казимира Великого. Лучани ж традиційно називали його Братським, Базиліанським або Глушецьким.
Через деякий час по краях нового мосту, на його поручнях, були встановлені погруддя чотирьох видатних польських діячів: поета і драматурга Юліуша Словацького, вченого і просвітителя Тадеуша Чацького, письменника і художника Юзефа Крашевського і письменника, лауреата Нобелівської премії з літератури 1905 року Генрика Сенкевича. На замовлення луцького магістрату ці скульптури виконав у Варшаві Аполлінарій Гловінський (пол. Apollinary Głowiński).
Під час реконструкції перехрестя в 1960-х роках Братський міст розібрали, а скульптури, які його прикрашали, зникли.
На порозі XXI століття частину історичного Братського мосту розчистили від асфальту, влаштувавши своєрідний пам'ятник.